# Coles Group
Coles Group — австралийская компания в сфере розничной торговли. По состоянию на 2022 год у компании было 2500 торговых точек, из них 800 супермаркетов. Штаб-квартира расположена в Хоторн-Исте (пригороде Мельбурна).

## История
Первый магазин компании G.J. Coles & Coy открылся в 1914 году в пригороде Мельбурна. В 1927 году компания разместила свои акции на фондовой бирже Мельбурна, а в следующем году открыла первый магазин Coles в Сиднее. К 1933 году торговые точки компании имелись во всех штатах Австралии. Магазины Coles предлагали широкий ассортимент недорогих промышленных товаров. С 1950-х годов компания начала поглощать другие торговые сети, включая сети продуктовых магазинов. Первый супермаркет Coles был открыт в 1960 году. В 1968 году началось развитие сети магазинов-дискаунтеров Colmart. В 1969 году было создано совместное предприятие с американской компанией Kmart (сеть дискаутров). В 1975 году Coles первой из австралийских розничных сетей достигла выручки в 1 млрд австралийских долларов.
В начале 1980-х годов были куплены несколько сетей винных магазинов, которые были объединены под брендом Liquorland. В 1982 году компания открыла первый в Австралии гипермаркет, использовав название Super Kmart. В 1984 году была куплена сеть магазинов женской одежды Katies Fashion. В 1985 году в результате слияния Coles с Myer Emporium образовалась компания Coles Myer Ltd. Myer Emporium была основана в 1900 году и управляла сетью универмагов. В 1987 году акции Coles Myer были размещены на Лондонской фондовой бирже, а в следующем году — на Нью-Йоркской. В 1988 году компания вышла на рынок Новой Зеландии, купив сеть Progressive Enterprises, но уже через 4 года продала её. В 1993 году были основаны две новые сети магазинов: World 4 Kids (товары для детей) и Officeworks (товары для офиса). В 1999 году начал работу онлайн-супермаркет Coles Online. В 2003 году было куплено около 600 автозаправок, работавших под брендом Shell, многие из которых вскоре были дополнены мини-маркетами Coles Express. В 2006 году сеть универмагов Myer была продана, компания сменила своё название на Coles Group.
В 2007 году Coles Group была поглощена компанией Wesfarmers, сделка стоимостью 20,7 млрд австралийских долларов ($17,7 млрд) стала крупнейшей в истории Австралии. В ноябре 2018 года Coles Group вновь стала самостоятельной, Wesfarmers продала её путём размещения акций на бирже, но оставила себе сети Kmart, Target и Officeworks. В мае 2023 года за 300 млн долларов была продана сеть автозаправок (компании Viva Energy).

## Деятельность
Подразделения по состоянию на 2022 год:
- Супермаркеты — 88 % выручки;
- Винные магазины — 9 % выручки;
- Автозаправки — 3 % выручки.

В списке крупнейших публичных компаний мира Forbes Global 2000 за 2023 год Coles Group заняла 915-е место.